# Microsorum aurantiacum
Microsorum aurantiacum är en stensöteväxtart som beskrevs av Hans Peter Nooteboom. Microsorum aurantiacum ingår i släktet Microsorum och familjen Polypodiaceae. Inga underarter finns listade.